# FA Cup 1993-1994
La FA Cup 1993-1994 è stata la centotredicesima edizione della competizione calcistica più antica del mondo. È stata vinta dal Manchester United contro il Chelsea.

## Finale
| Arbitro: | David Elleray |

|                                                       |           |  |
| Cantona 60’ (rig.), 66’ (rig.) Hughes 69’ McClair 90’ | Marcatori |  |